# De tre musketerer (film fra 2006)
De tre musketerer er en dansk-lettisk dukkefilm fra 2006 instrueret af Janis Cimermanis og Gert Fredholm efter manuskript af Maris Putnins. Filmen er baseret på Alexandre Dumas den ældres roman De Tre Musketerer fra 1844.

## Handling
D'Artagnan drager til Paris og kæmper efter en del fortrædeligheder side om side for kongen med de andre musketerer. Og skurken hedder Richelieu. D'Artagnan er en fægtemester af de sjældne, og hans mod er i top.

## Stemmer
- Nicolaj Kopernikus - D'Artagnan
- Lars Hjortshøj - Porthos
- Peter Gantzler - Aramis
- Lars Bom - Athos
- Kjeld Nørgaard - Kongen
- Nastja Arcel - Dronningen
- Peter Mygind - Buckingham
- Niels Olsen - Richelieu
- Lene Maria Christensen - Fru Bonacieux
- Jens Okking - Hr. Bonacieux
- Tommy Kenter - Rochefort
- Maria Stokholm - Milady
- Dick Kaysø - De Treville
- Charlotte Fich - Moder
- John Hahn-Petersen - Fader
- Peter Zhelder - Gisake, m.fl.
- Jens Bo Jørgensen - Lackey, m.fl.
- Hans Hansen - Graver
- Thomas Vinther Daugaard - Planchet, m.fl.
- Christian Vinther Daugaard - Dreng, m.fl.
- Mathilde Arcel Fock - Pige, m.fl.
- Per Fly - Ceremonimester
- Henrik Koefoed - Fortælleren